# Utage Matsuzaki
Utage Matsuzaki (jap. 松崎 宴, Matsuzaki Utage; * 4. September 1965 in Hokkaidō) ist eine japanische Curlerin. 
Ihr internationales Debüt hatte Matsuzaki bei der Pazifikmeisterschaft 1991 in Sagamihara, wo sie die Goldmedaille gewann. 
Matsuzaki spielte als Lead der japanischen Mannschaft bei den XVI. Olympischen Winterspielen 1992 in Albertville im Curling. Die Mannschaft belegte den achten Platz.

## Erfolge
- Pazifikmeisterin 1991